# Carlos Rendón Zipagauta
Carlos Rendón Zipagauta (Cali, 29 de septiembre de 1955-26 de julio de 2018) fue un cineasta colombiano.

## Biografía
Nació el 29 de septiembre de 1955 en Cali (Colombia) y falleció el 26 de julio de 2018. Carlos Rendón Zipagauta vivió en Bélgica desde 1978, su carrera se desarrolló entre Bélgica y Colombia. Dirigió numerosos documentales para cine y televisión. Su trabajo fue premiado en diversas ocasiones. Falleció en el año 2018 por causa de un cáncer en el estómago.

## Filmografía
Películas
- 2012 : Biblioburro

Documentales
- 2007 : Biblioburro
- 2004 : Porteur d'eau producida por scarfilm
- 1998 : Charanguita
- 1997 : Ciénaga Grande
- 1993 : Nukak Maku
- 1992 : Tamalameque
- 1991 : Salseros

## Guionista
- 1988- : P.O.V., serie TV